# Johann Joachim Eschenburg

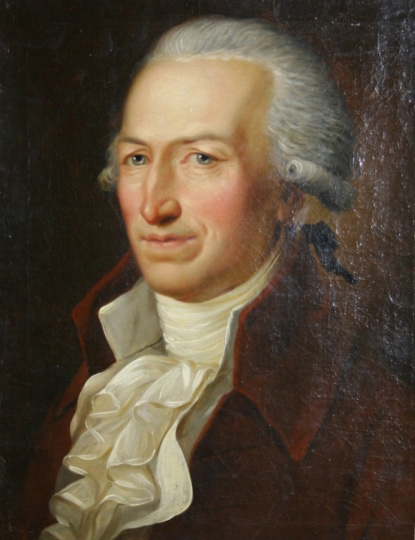
Johann Joachim Eschenburg, Gemälde von Friedrich Georg Weitsch, um 1793, Gleimhaus Halberstadt

Johann Joachim Eschenburg (* 7. Dezember 1743 in Hamburg; † 29. Februar 1820 in Braunschweig) war ein deutscher Literaturhistoriker und Hochschullehrer.

## Leben

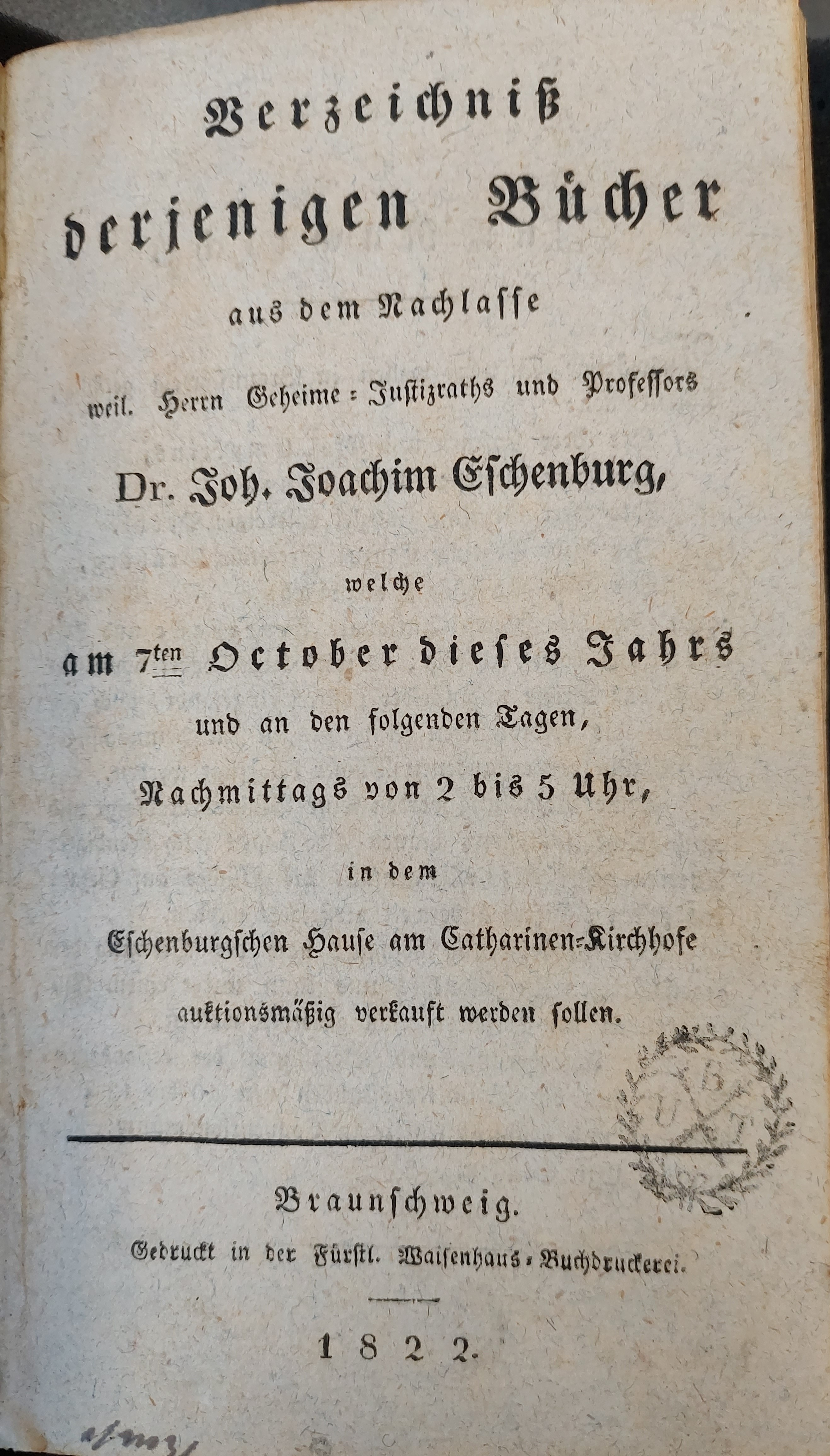
Postume Versteigerung der Bibliothek 1822

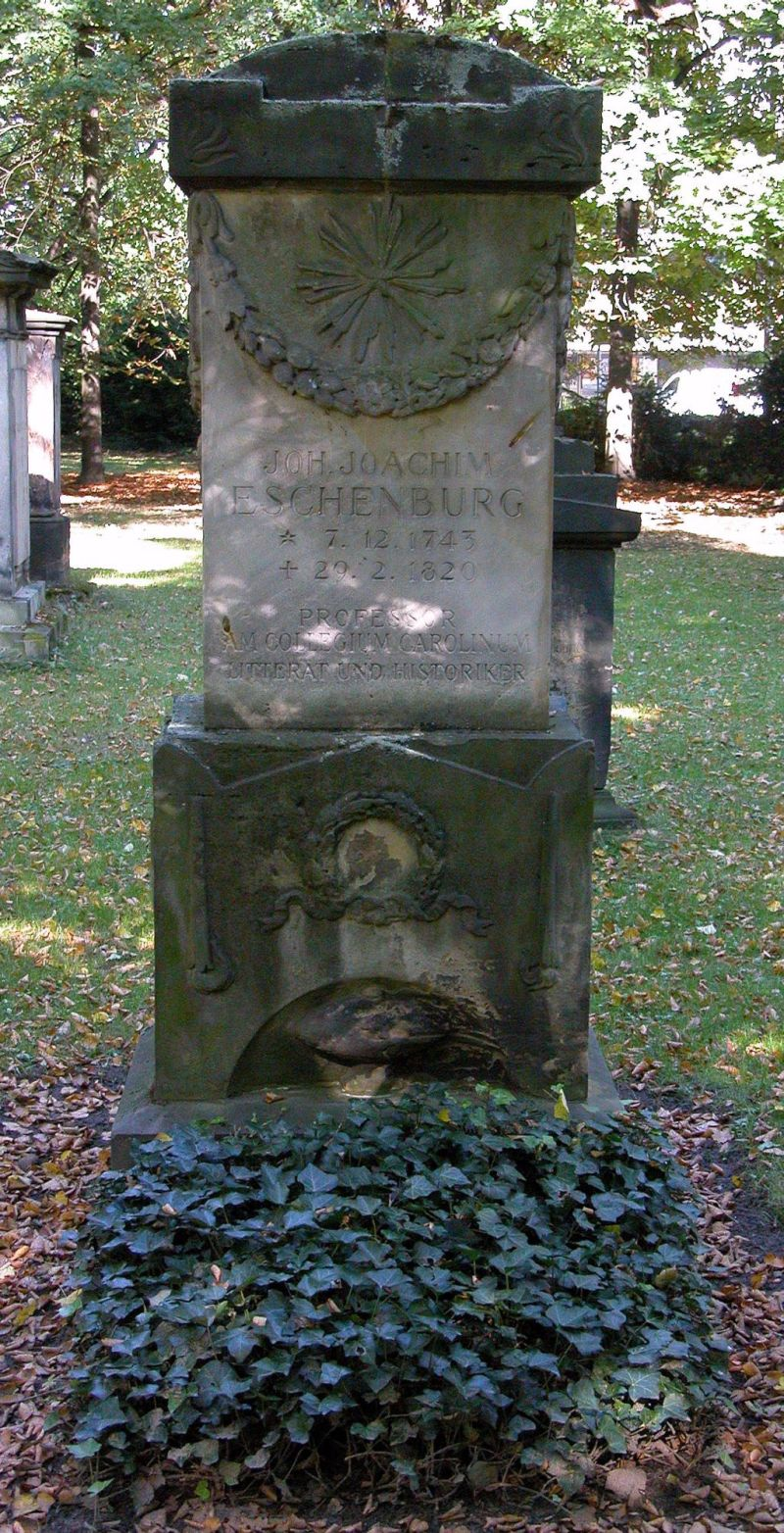
Eschenburgs Grab auf dem Magni-Friedhof in Braunschweig

Er studierte ab 1764 in Leipzig und ab 1767 in Göttingen Theologie. In diesem Jahr kam er auf Veranlassung Abt Jerusalems als Öffentlicher Hofmeister an das Collegium Carolinum nach Braunschweig. Im Jahre 1770 übernahm er für Johann Arnold Ebert den öffentlichen Vortrag über Literaturgeschichte. Eschenburg wurde 1773 zum außerordentlichen Professor und schließlich 1777 zum ordentlichen Professor der schönen Literatur und der Philosophie als Nachfolger des verstorbenen Zachariae ernannt. Ab 1773 war er Erzieher des Grafen von Forstenberg, eines unehelichen Sohnes des Erbprinzen Karl Wilhelm Ferdinand von Braunschweig. Von 1777 bis 1820 gab Eschenburg die von Herzog Karl I. gegründeten Braunschweigischen Anzeigen heraus. Er war ab 1782 Bibliothekar des Collegiums. Im Jahre 1786 wurde er zum Hofrat ernannt. Er erhielt 1795 ein Kanonikat am St. Cyriakusstift, dessen letzter Senior er später war. Im selben Jahr wurde ihm die Oberaufsicht über die Zensur und die Redaktion des Braunschweigischen Gelehrtenmagazins übertragen. Im Zuge der Auflösung des Collegium Carolinum und der Umwandlung in eine Militärakademie wurde Eschenburg 1808 pensioniert. Im Jahre 1814 wurde er an das wiedereröffnete Collegium berufen, wo er als Mitglied des Direktoriums und als Bibliothekar wirkte. Aus Anlass seines 50-jährigen Dienstjubiläums wurde er 1817 zum Geheimen Justizrat ernannt. Er erhielt Ehrendoktorwürden der Universitäten Göttingen und Marburg. Als enger Freund des 1781 verstorbenen Lessing gab er im Rahmen der von ihm mit betreuten Werkausgabe auch Teile aus dessen literarischem Nachlass heraus, so die Paralipomena zur geplanten Laokoon-Fortsetzung.
Eschenburg starb 1820 in Braunschweig und wurde auf dem dortigen Magnifriedhof beigesetzt. Der lippische Regierungschef Wilhelm Arnold Eschenburg war sein Sohn.

## Werke
Eschenburg ist vor allem als Shakespeare-Übersetzer bekannt, dessen Werk er als erster vollständig in die deutsche Sprache übertrug (13 Bände, Zürich, 1775/1782). Er war Herausgeber mehrerer Lehrbücher, wie etwa dem Lehrbuch der Wissenschaftskunde. Ein Grundriß encyklopädischer Vorlesungen (die 2., verbesserte Auflage erschien 1800). Außerdem übersetzte er Opern- und Oratorien-Libretti aus dem Italienischen ins Deutsche, so beispielsweise Glucks Orfeo ed Euridice von 1762 (Eschenburgs Übersetzung erschien 1785 in Carl Friedrich Cramers „Magazin der Musik“). Eschenburg schuf auch die erste und bis zur Mitte des 19. Jahrhunderts einzige deutsche Übersetzung von Georg Friedrich Händels Oratorium Judas Maccabaeus. In einigen Liederbüchern wird ihm auch der Text des Adventslieds Tochter Zion, freue dich zugeschrieben, das auf einem Chorsatz aus diesem Oratorium beruht. Ein konkreter Beleg dafür existiert allerdings nicht, wohingegen die Verfasserschaft des Liedtextes durch Friedrich Heinrich Ranke glaubhaft belegt ist, so dass es sich bei dieser Angabe wohl um eine Verwechslung handeln dürfte.
Er verfasste 1812 einen der Beiträge zur Geschichte der Carolo-Wilhelmina (Band 2), in dem es unter anderem um das Erscheinen des Geistes von Hofrat Melchior Dörrien im Jahr 1747 am Collegium Carolinum in Braunschweig geht.